# أوري ماميليان
أوري ماميليان (بالعبرية: אורי מלמיליאן) مواليد 24 أبريل 1957 في القدس، هو لاعب كرة قدم إسرائيلي سابق كان يلعب كلاعب وسط وهو مدرب حالياً.

## المسيرة الاحترافية

### أندية لعب لها
- بيتار القدس
- نادي مكابي تل أبيب
- نادي هبوعيل بئر السبع

## وصلات خارجية
- أوري ماميليان على موقع قاعدة بيانات كرة القدم.إي يو (الإنجليزية)
- أوري ماميليان على موقع ناشيونال فوتبول تيمز (الإنجليزية)

- info on Beitar site
- info on Maccabi Netanya site